# キューバのイスラム教
本項目ではキューバのイスラム教について記述する。

## 概要
ピュー研究所が2009年に発表した報告によると、総人口の0.1%に当たる9000人がムスリムという。
国内の高名な学校に入学するムスリム学生は多く、その数は約1500人から2000人であった。留学生のほとんどはパキスタン出身者で占められており、900人程度に上る。
2001年にはシェイフ・ムハンマド・ビン・ナッシール・アルアボウディムスリム世界同盟（MWL）副事務局長が渡玖。同国政府から許可書を得て、国内のムスリム共同体を支援する組織を立ち上げることとなる。組織の他の目的としては、モスク建設やムスリムの間にイスラム文化を普及させることであった

## 歴史と現状
国内のムスリムはイスラム、アフリカ諸国出身の学生のみならず、中近東諸国の使節を通じてイスラム教を学ぶ。イスラム教自体は1970年代から1980年代にかけて国内に広まり始めたが、同教に関する文書や視聴覚資料はほとんど現存しない。またコーランのスペイン語訳や、イスラム教関連のその他主要書物も手に入らない。教育を受けた宗教指導者さえ事欠く有様である。

## アラブの家
国内のムスリムは通常、自宅で祈祷を行う。ハバナにモスクが存在せず、国家もその建設を許可していないためである。訪玖した人道救助基金（İHH）のメンバーによると、フィデル・カストロ前国家評議会議長がモスク建設を約束したにもかかわらず、公の場での祈祷はハバナ旧市街の「アラブの家」（Casa de los Árabes）として知られる場で行われる金曜日礼拝に限られるという。
「アラブの家」は1940年代に居住していた裕福なアラブ系移民が所有していたもので、アンダルシア人が建築設計を担当。アラブ美術館やレストランを併設しており、金曜日礼拝にはムスリム系外交官が利用する。カタールが改築に40000米ドルを寄付したが、一般のムスリムは施設を利用できず、専ら観光客や外交官に貸し切られている。

## ムスリム集団
ヤフヤ・ペドロ導師が総裁を務めるキューバイスラム組合と、ハバナにあるキューバイスラム連盟の2つがある。

## 著名人
- アリー・ニコラス・コッシオ - 元外務省職員で、現在はラジオ局「イスラームの声」でリポーターを務める[6]
- ファン・カルロス・ゴメス - プロボクサーで元WBC世界クルーザー級王者